# Lituénigo (kommunhuvudort)
Lituénigo är en kommunhuvudort i Spanien.   Den ligger i provinsen Provincia de Zaragoza och regionen Aragonien, i den nordöstra delen av landet, 220 km nordost om huvudstaden Madrid. Lituénigo ligger 770 meter över havet och antalet invånare är 124.
Terrängen runt Lituénigo är varierad. Runt Lituénigo är det mycket glesbefolkat, med 2 invånare per kvadratkilometer. Närmaste större samhälle är Tarazona, 8,2 km norr om Lituénigo. I omgivningarna runt Lituénigo växer i huvudsak blandskog.